# Henny Marstrand Nielsen
Henny Marstrand Eriksen f.Marstrand Nielsen (født 12. juni 1937 i Risskov) er en tidligere dansk landsholdspiller i håndbold.
Marstrand Nielsen spillede hele sin aktive karriere i AGF. Hun spillede ni landskampe, heraf var de fem i markhåndbold. Ved VM i markhåndbold i Holland (1960), scorede hun seks af de elleve danske mål. Hun var med på det hold som blev nummer fem ved verdensmestersksberne 1960 og vandt sølv 1962 i Rumænien. Hun stoppede med håndbold som 25-årig samme år.
Efter karrieren var Marstrand Nielsen medlem af AGFs bestyrelse.